# 벨기에 공주 엘레오노르
벨기에 공주 엘레오노르(Eléonore Fabiola Victoria Anne Marie, 2008년 4월 16일 ~ )는 벨기에의 국왕인 필리프와 그의 아내 마틸드 왕비와의 사이에서 태어난 둘째 딸이자 넷째 아이이다. 또한 벨기에의 전임 국왕 알베르 2세와 파올라 왕비의 손녀이기도 하다. 엘리노어 공주는 현재 벨기에의 왕위 계승 순위 4위이다.